# Förenklad strukturformel

Den förenklade strukturformeln för escitalopram

En förenklad strukturformel eller skelettformel är en notation för organisk kemi. Det förenklade ligger i att kol- och väteatomer inte skrivs ut explicit - kolatomer antas istället implicit finnas i alla noder i strukturen där inte annat anges, och väteatomer förmodas sedan förekomma i den utsträckning övriga atomer (givet deras position i strukturen) så kräver.
Den enklaste förenklade strukturformeln, ett rakt streck, representerar alltså två kolatomer som sitter ihop med varandra samt tre väteatomer per kolatom, det vill säga etan (C2H6).
|                               | Strukturformler | Strukturformler | Strukturformler | Strukturformler     | Andra framställningar | Andra framställningar | Andra framställningar |
| Elektronformel                | Valensformel    | Nattaprojektion | Skelettformel   | Konstitutionsformel | Summaformel           | Empirisk formel       |                       |
| ----------------------------- | --------------- | --------------- | --------------- | ------------------- | --------------------- | --------------------- | --------------------- |
| Metan                         |                 |                 |                 | existerar inte      | CH4                   | CH4                   | CH4                   |
| Propan                        |                 |                 |                 |                     | CH3–CH2–CH3           | C3H8                  | C3H8                  |
| Ättiksyra                     |                 |                 |                 |                     | CH3–COOH              | C2H4O2                | CH2O                  |
| Vatten                        |                 |                 |                 | existerar inte      | existerar inte        | H2O                   | H2O                   |
| Denna tabell: visa • redigera |                 |                 |                 |                     |                       |                       |                       |